# Крит (децентрализованная администрация)
Крит (греч. Αποκεντρωμένη Διοίκηση Κρήτης) — одна из семи децентрализованных администраций Греции, состоящая из одной одноимённой периферии Крит.
Центром администрации является город Ираклион.
Децентрализованная администрация была создана в 2011 году в рамках масштабной административной реформы, называемой Программа Калликратиса (Закон 3852/2010).

## Характеристики
Децентрализованная администрация Крита занимает площадь 8336 квадратных километров и имеет население 623 065 жителей по переписи 2011 года. Плотность 43,27 человека на квадратный километр.